# Omalotheca hoppeana
Omalotheca hoppeana — вид рослин із родини айстрових (Asteraceae).

## Біоморфологічна характеристика
Багаторічна рослина зі стеблами завдовжки 3–14 см, поодинокі або нечисленні, прямовисні чи висхідні, прості, біло-запушені. Листки ланцетно-лінійні, з обох боків біло-запушені. Нижні листки до 4 см завдовжки і 4 мм завширшки. Обгортка приквітків шерстиста біля основи, з коричневими листочками. Квіткові головки субсидячі, нечисленні, зазвичай по 3–8 у щільних кінцевих суцвіттях. 2n=28.

## Середовище проживання
Країни зростання: Франція, Андорра, Іспанія, Німеччина, Швейцарія, Австрія, Ліхтенштейн, Італія, Греція, Польща, Словаччина, Словенія, Боснія та Герцеговина, Сербія та Косово, Чорногорія, Македонія, Албанія, Україна.